# Société suédoise d'anthropologie et de géographie
La Société suédoise d'anthropologie et de géographie (Svenska Sällskapet för Antropologi och Geografi) est une société savante suédoise. Elle est créée en 1877 à la suite d'une réorganisation de la Société suédoise d'anthropologie (Antropologiska sällskapet), elle-même créée en 1873 par Hjalmar Stolpe, Hans Hildebrand, Oscar Montelius et Gustaf Magnus Retzius. La société offre des bourses de recherche, décerne la médaille Vega et la médaille Anders Retzius, et publie aussi des journaux internationaux comme Geografiska Annaler (en).
Plusieurs géographes et explorateurs éminents, tels que Sven Hedin, Salomon August Andrée et Adolf Erik Nordenskiöld, ont été membres de l'association. 